# Objet social
L’objet social d'une société est le type d'activité exercé par cette société.

## Dispositions légales

### En Belgique
La loi impose que l'objet de la société soit désigné en précisant genre d'activité commerciale, industrielle ou civile, de manière à ne pas excessivement limiter l'activité de la société. Toute modification de l'objet social nécessite une modification des statuts, sur base d'un rapport détaillé des représentants et approuvée par l'assemblée générale.

### En France
L'article 1833 du code civil précise que l'objet social ne peut pas avoir un caractère illicite, ni être contraire aux bonnes mœurs. L'objet social doit être fixé, le cas échéant, dans les statuts.
Les personnes morales sont soumises à un principe de spécialité, qui ne leur permet d'agir que dans la limite du programme d'action que constitue leur objet social. Il limite donc leur capacité de jouissance, contrairement aux personnes physiques qui ont une capacité de jouissance illimitée.
Dès lors, les dirigeants de la société ne peuvent pas contracter en dehors de l'objet social.
Dans une société à risque limité (Société à risque limité, Société par action, Société anonyme), dans un but de protection des tiers, la société est engagée par les actes de ses dirigeants excédant l'objet social.
Dans une société à risque illimité (Société en nom collectif, société civile, commandite), la société n'est pas engagée par les actes de ses dirigeants excédant l'objet social.
Dans tous les types de sociétés, la violation de l'objet social par les dirigeants engage leur responsabilité personnelle et est un motif de révocation.
Quant à la licéité de l'objet social, l'illicéité de l'objet est un vice particulièrement grave qui emporta longtemps dissolution de la société en droit français.
Il en est ainsi d'activités de prostitution dissimulées derrière l'exploitation d'un hôtel.
Pourtant, l'article 11 de la directive 68/151/CEE du Conseil du 9 mars 1968 énonce la nullité en cas l'illiceité de l'objet de la société.
La CJUE interprète en 1990 dans Marleasing SA v versus La Comercial Internacional de Alimentacion SA l'expression l'objet de la société comme l'objet statutaire.
Pour la CJUE, l'objet réel n'est donc plus une cause de nullité de la société, mais l'objet statutaire illicite est toujours une cause de nullité.
La chambre commerciale de la Cour de cassation accepte cette solution 25 ans plus tard dans un arrêt Erad, Spraytec et Magnaflux le 10 novembre 2015 où elle cite la directive du conseil du 9 mars 1968 et la solution Marleasing versus La Comercial Internacional de Alimentacion SA.
Il existe un flou jurisprudentiel sur les types de société dont l'illiceité de l'objet social n'est pas une cause de nullité. La directive du 3 mars 1968 visait à priori les sociétés de capitaux (anonymes, à responsabilité limitée, par actions simplifiées, en commandite par action, coopératives)
Ni l'arrêt Marleasing SA versus La Comercial Internacional de Alimentacioncapitaux SA ni l'arrêt Erad, Spraytec et Magnaflux ne précisent la situation pour les sociétés de personnes (en nom collectif, en commandite simple, en participation, unipersonnelle à responsabilité limitée).